# Guineu voladora de Samoa
La guineu voladora de Samoa (Pteropus samoensis) és una espècie de ratpenat de la família dels pteropòdids. Viu a Fiji, Samoa Americana i Samoa. El seu hàbitat natural són els boscos humits tropicals primaris, tot i que també se la troba a plantacions i els afores de pobles si el medi és apropiat. Està amenaçada per la caça furtiva.